# Condados históricos do País de Gales
Os condados históricos do País de Gales são subdivisões antigas do País de Gales. Estes condados foram utilizados como base para os condados entre 1889 e 1974. 
| Condados históricos do País de Gales |
| 1. Monmouthshire (Sir Fynwy)2 4 2. Glamorgan (Sir Forgannwg or Morgannwg)3 3. Carmarthenshire (Sir Gaerfyrddin or Sir Gâr)1 4. Pembrokeshire (Sir Benfro)3 5. Cardiganshire (Sir Aberteifi or Ceredigion)1 6. Brecknockshire (Sir Frycheiniog)2 7. Radnorshire (Sir Faesyfed)2 8. Montgomeryshire (Sir Drefaldwyn)2 9. Denbighshire (Sir Ddinbych)2 10. Flintshire (Sir y Fflint)1 11. Merionethshire (Sir Feirionnydd or Meirionnydd)1 12. Caernarvonshire (Sir Gaernarfon)1 13. Anglesey (Sir Fôn)1 |

1. Condados criados em 1282, após as conquistas de Eduardo I de Inglaterra.
2. Condados criados em 1535, pelas leis de 1535-1542, após conversão dos Lordships em condados.
3. O earldom de Pembroke e o lordship de Glamorgan são anteriores às conquistas de Eduardo I.
4. Embora criada pela mesma acta, Monmouthshire foi considerada, legalmente, como fazendo parte de Inglaterra até 1974.